# Chrysomyxa neoglandulosi
Chrysomyxa neoglandulosi är en svampart som beskrevs av P.E. Crane 2001. Chrysomyxa neoglandulosi ingår i släktet Chrysomyxa och familjen Coleosporiaceae.   Inga underarter finns listade i Catalogue of Life.